# 茲韋尼亞切
49°22′55″N 29°34′24″E / 49.38194°N 29.57333°E
茲韋尼亞切（烏克蘭語：Дзвеняче）是位於烏克蘭北部的村莊，由基辅州白采爾克瓦區的泰蒂伊夫市鎮負責管轄。該村始建於1601年，面積1.34平方公里，海拔高度211米，2001年人口402，人口密度每平方公里299.8人。